# Тайвань на Играх доброй воли
Тайвань (Китайская Республика, Китайский Тайбэй) принимал участие в летних Играх доброй воли, начиная с Игр 1990 года.
На всех Играх спортивные делегации Тайваня завоевали всего 26 медалей, из них 4 золотых.

## Медальный зачёт

### Медали на летних Играх
| Игры         | Золото         | Серебро        | Бронза         | Всего          | Место          |
| 1986         | не участвовали | не участвовали | не участвовали | не участвовали | не участвовали |
| Сиэтл 1990   | 0              | 0              | 0              | 0              | —              |
| 1994, 1998   | не участвовали | не участвовали | не участвовали | не участвовали | не участвовали |
| Брисбен 2001 | 0              | 0              | 1              | 1              | 42             |
| Всего        | 0              | 0              | 1              | 1              |                |